# スリラー (ミュージック・ビデオ)
「スリラー」（原題: Michael Jackson's Thriller）は、マイケル・ジャクソンの楽曲「スリラー」のために制作されたミュージックビデオ。マイケル・ジャクソンの6作目のアルバム『スリラー』（1982年）のリリース1周年の2日後、1983年12月2日にリリースされた。

## 概要
ジョン・ランディスが監督し、ランディスとジャクソンが脚本を書いた本ビデオは、多くのホラー映画をオマージュしており、主演のジャクソンがゾンビの群れと共にダンスを披露するというもの。ジャクソンの恋人役には、オーラ・レイが共演した。
ジャクソンは、ランディスの映画『狼男アメリカン』（1981年）を観た後、彼にコンタクトをとり、前作のミュージックビデオよりもふんだんに予算を使ってショートムービーを制作する構想を持った。そして、ロサンゼルス・ダウンタウンにあるパレス・シアターにて撮影を行った。また、テレビ局への販売用に、メイキング映画『Making Michael Jackson's Thriller』も制作された。
本ビデオは、熱烈な待望のもと公開され、MTVにて連日放送された。これに伴い、アルバムの売り上げは倍増し、史上最も売れたアルバムとなり、ミュージックビデオ自体もVHSで100万本以上の売上を記録し、当時最も売れたビデオテープとなった。
本ビデオは、ミュージックビデオというジャンルを真のアートへと進化させたこと、大衆娯楽における人種の壁を取り払ったこと、メイキング映画を一般的なものとしたことで意義があった。このヒットにより、ジャクソンは大衆文化において、世界レベルで圧倒的な影響力を持つこととなった。
本ビデオの多くの要素が、大衆文化へ永きにわたる影響を及ぼしており、ゾンビダンスや、ランディスの妻であるデボラ・ナドルマンがデザインした「スリラー・ジャケット」などが挙げられる。世界中のファンがゾンビダンスを再現し、YouTubeでもよく見られる。
アメリカ議会図書館は、本ビデオを「史上最も有名なミュージックビデオ」としており、様々な出版物や読者投票で「史上最も偉大なミュージックビデオ」として挙げられている。2009年には「文化的・歴史的・審美的」に重要な作品として、アメリカ国立フィルム登録簿に収録された初めてのミュージックビデオとなった。

## あらすじ
舞台は1950年代。マイケルと若い女性（オーラ・レイ）の乗った車が、木の茂った一帯でガス欠になる。二人は森の中に歩み入り、マイケルは彼女に交際を申し込む。彼女はマイケルに抱きつき、マイケルは彼女の指に指輪をはめる。嬉し気な彼女。ところが、マイケルが自分は「他の男とは違う」と忠告すると、満月が姿を現し、マイケルは叫び、うなり、彼女に向かって「あっちへ行け！」と吠える。マイケルは狼男へと姿を変え、彼女に襲いかかる。
実は、これは映画のワンシーンであり、マイケルとガールフレンドが映画館でそれを観ているのだと分かる。彼女は映画が怖くなり、席を立って外に出る。道すがら、マイケルは「スリラー」のフレーズを歌い踊りながら、彼女をからかう。二人が墓地を通り過ぎると、ゾンビたちが墓穴から這い出して来る。二人はゾンビたちに取り囲まれ、マイケルもゾンビになってしまう。マイケルとゾンビの群れが曲に合わせて踊る。
マイケルとゾンビたちは、彼女を空き家へと追い詰める。彼女は悲鳴と共に目を覚まし、それがただの悪夢だったと知る。マイケルは彼女を抱擁するが、カメラに向き直るとニヤリと笑い、その目が狼男のそれだと分かる。

## 資金調達
ジャクソンのアルバム『スリラー』は、1982年にリリースされ、1年以上にわたってBillboard 200の上位に入り続けた。これはシングルカットされた「ビリー・ジーン」「今夜はビート・イット」のミュージックビデオが好評だったことに後押しされたもので、両作はビデオの宣伝力を実証し、ミュージックビデオ制作の独創性のレベルを引き上げたとされている。
1983年6月、本アルバムは映画『フラッシュダンス』サウンドトラックと入れ替わりでトップ10から陥落した。7月には、少しの間トップ10に復帰したが、ポリス『シンクロニシティー』と入れ替わりで再び陥落した。ジャクソンは、レコード会社幹部のウォルター・イエットニコフとラリー・ステッセルに対し、アルバムがチャートのトップに返り咲けるようなプランを考えて欲しいと頼み込んだ。
ジャクソンのマネージャのフランク・ディレオは、本楽曲で3本目のミュージックビデオを制作することを提案した。彼はジャクソンに「簡単なことだ。踊って、歌って、恐ろしいものにすればいい」と言ったという。ヴァニティ・フェア誌によると、ジャクソンの嗜好は、人々が愉快に過ごし、子供たちも安全という優しいディズニー風ファンタジーに傾きがちで、彼はビデオを「ぞっとするけれども滑稽で、真に怖がらせるものではない」ものにするつもりだった。
8月初め、ジャクソンは、ホラー映画『狼男アメリカン』を観た後、その監督のジョン・ランディスに連絡を取った。当時、プロの映画監督がミュージックビデオの監督を担当することはほぼ無かったが、ランディスは興味をそそられ、ランディスとジャクソンは、従来のミュージックビデオをはるかに上回る90万ドルもの予算（短編映画1本分の制作費に相当）を以って、35ミリフィルムを使い、短い作品を撮影しようと考えた。
ランディスによると、彼がこのビデオ制作について、イエットニコフに電話で提案したところ、イエットニコフが大声で激昂し出し、思わず耳から受話器を離すほどであったという。ジャクソンのレコード会社であるエピック・レコードは、アルバムはセールスの盛りを過ぎたと考えており、再びミュージックビデオを制作するという話にほとんど興味を示さなかった。イエットニコフは、最終的に会社として、10万ドルだけ支援することを認めた。
当初、各々のテレビ放送網は、みな総じて「スリラー」は「去年のニュース」と考えており、この企画への出資を拒んだ。ジャクソンの「ビリー・ジーン」「今夜はビート・イット」のミュージックビデオで成功を手にしていたMTVは、自身ではミュージックビデオに出資しない方針を取っており、レコード会社が負担するものとしていた。しかし、当時開局したばかりのテレビ局・ショウタイムが、予算の半額の負担に同意すると、MTVは残りの負担に同意し、その経費はあくまでミュージックビデオでなく、映画への出資であるとした。
ランディスのプロデューサーのジョージ・フォルシ・ジュニアは、ビデオに関して、メイキング・ドキュメンタリーを撮れば1時間ほどの尺になるだろうから、それをテレビ局へ売って制作費の足しにすることを提案した。そのドキュメンタリー『Making Michael Jackson's Thriller』は、ジェリー・クレイマーが監督し、若かりし頃のジャクソンが踊っているホームビデオ映像や『エド・サリヴァン・ショー』と「Motown 25: Yesterday, Today, Forever」にて、パフォーマンスする姿も収録されている。
MTVは、本ドキュメンタリーを放送する独占的権利を25万ドルで買った。ショウタイムは、ペイケーブルの権利を30万ドルで買った。制作で足が出た費用は、ジャクソンが一時的に立て替える形で負担した。ヴェストロン・ミュージック・ビデオは、本ドキュメンタリーをVHSとベータマックスにして、小売店で流通させることを提案した。当時、ほとんどのビデオはレンタル店で売られるものであり、直接消費者へ売られるものではなかったため、これは先進的な試みだった。ヴェストロンは、このビデオカセットの販売権を50万ドルで買った。

## 制作
ジャクソンは『狼男アメリカン』の変身シーンのように、自分が四足の獣へ変身するビデオを作りたいと望んでいた。このアイデアは、彼が踊りやすいよう二本足の怪物へ改められた。ランディスは、ジャクソンがぞっとする恐ろしい姿になっても、醜くはならないに違いないと思っていた。ランディスは、1957年の映画『心霊移植人間』から着想を得て、1950年代を舞台にジャクソンが狼男になるのがよいと提案した。最終的にメーキャップ・アーティストのリック・ベイカーは、ジャクソンをトラ人間にすると決めたが、それは「また狼男をやりたくはなかっただけ」であった。
ジャクソンは「今夜はビート・イット」のミュージックビデオで振り付けを行った振付師のマイケル・ピータースと共に、ゾンビダンスを創作した。ジャクソンによると、最も気にかけたのは、コミカルに見えないようなゾンビダンスにすることだった。二人は、鏡の前で顔をしかめながら、ゾンビたちがどう動き回るか想像し「バレエか何かになってしまわないよう」、きらびやかな動作を取り入れた。
ランディスの妻であるデボラ・ナドルマンは当時、映画『レイダース/失われたアーク《聖櫃》』に関わって間もなくだったが、ジャクソンの着用した赤いジャケット（スリラー・ジャケット）も含め、各々の衣装をデザインした。彼女は、暗い画面に映えるよう、赤を選び、踊りやすいカジュアルな装いでトレンディ風にまとめ、ジャクソンの背が高く見えるよう、ジャケットとジーンズを同色にした。
また、本ビデオは、ジャクソンがビデオで初めて女性と共演した作品であり、ランディスはこれを「大きな一歩」と表現した。ジェニファー・ビールスは、ガールフレンド役のオファーを断った。ランディスによると、結局「マイケルの大ファン」という事で、元プレイメイトのオーラ・レイに白羽の矢が立ち、彼女は「満面の笑み」だったという。
ランディスは、ジャクソンとレイに対し、カメラの前で即興を取り入れるよう勧め、ジャクソンに対し「セクシー」に演じ、女性ファンに「男らしさを見せつける」よう促した。レイによると、ジャクソンとの間には本気で心が通じ合うものがあり、撮影中「熱いひととき」を共にしたという。
映画館のシーンは、ロサンゼルス・ダウンタウンにあるパレス・シアターにて、ゾンビダンスのシーンは、イーストロサンゼルスのユニオン・パシフィック・アヴェニューとサウス・カルゾナ・ストリートの合流地点で、最後の空き家のシーンは、キャロル・アヴェニュー1345のアンジェリノ・ハイツ地区で撮影された。主要シーンの撮影は、全て1983年10月半ばに行われた。
ジャクソンの変身シーンのメーキャップは『狼男アメリカン』でメーキャップ・アーティストを務めたリック・ベイカーが担当した。ベイカーは、ビデオの最後でマウソレウムに帰ってゆくアゴ髭のゾンビ役として、カメオ出演している。撮影監督は『大逆転』（1983年）でランディスと手を組んだロバート・ペインターが務めた。
撮影現場には、マーロン・ブランド、フレッド・アステア、ロック・ハドソン、ジャクリーン・ケネディ・オナシスなどの芸能関係者だけでなく、ジャクソンの両親であるジョセフ・ジャクソンとキャサリン・ジャクソンが訪れた。ランディスによると、マイケルが二人に帰るよう頼んだにもかかわらず、ジョセフが居残ったため、警察が連れ出す破目になったというが、ジョセフは、このエピソードを否定している。
ビデオ公開の何週間か前、エホバの証人の信者であるジャクソンは、教会指導者からあのビデオは鬼神崇拝を助長するものであり、破門に値すると告げられた。ジャクソンは、アシスタントのジョン・ブランカを呼び、ネガフィルムを破棄するよう命じた。制作チームは、ネガフィルムを守るということで一致し、ブランカの事務所にあったネガフィルムに錠をかけた。
ブランカは「この作品は、ジャクソンの個人的信条を反映したものでない」旨の断り書きが、ビデオの冒頭に表示されるではないかと言って、ジャクソンを慰めた。ジャクソンは、ものみの塔聖書冊子協会が発行する雑誌『目ざめよ!』に掲載した声明で「私は上質で娯楽的な短編映画を作ろうとしただけで、人を怖がらせる何かを意図的に作品へ持ち込んだり、何か害を為すようなことをするつもりは無かった。私は正しいことを行いたかった。あのようなことは何であれ、二度とするつもりは無い」と述べた。彼は、自分の力が及ぶ限りでは、この作品の流通や宣伝をこれ以上行わせないようにしたと述べた。

## ホラー要素
本ビデオでは、過去のホラー映画への多くのオマージュが行われている。冒頭のジャクソンとレイが1950年代のティーンエイジャーに扮するシーンは、当時のB級映画のパロディになっている。礼儀正しい「好感度の高い男子」から狼男への大劇変は、生まれつき獣的・肉食的・攻撃的と表現されるところの、男の性的資質を描写していると解釈されている。批評家のコベナ・マーサーは『狼の血族』（1984年）における狼男との類似性を見出した。
二度目の大劇変は、マイケルからゾンビへの変化であり、それが導入部となるゾンビの群れのダンスシーンは、死者の仮面舞踏会に言及した歌詞に対応している。ジャクソンのメーキャップは「幽霊のように蒼白」で骸骨の輪郭を強調しており、これは『オペラの怪人』（1925年）をオマージュしたものである。
ピーター・デンドルによると、ゾンビの襲来シーンは『ナイト・オブ・ザ・リビングデッド』（1968年）に触発されたものだった。本ビデオは、ゾンビ映画に不可欠な閉所恐怖症と無力感の感覚を上手く表現している、とデンドルは記した。

## リリース
1983年11月14日、本ビデオは、ロサンゼルスのクレスト・シアターにて、内輪で上映された。そこにはダイアナ・ロス、ウォーレン・ベイティ、プリンス、エディ・マーフィなどの著名人が同席していた。ジャクソンは、映写室に陣取り、レイが客席に降りるよう勧めても応じなかった。上映後は、総立ちの大喝采で、マーフィが強くせがんだことで、もう一度上映された。
12月2日、本ビデオは、メイキング映画『Making Michael Jackson's Thriller』と共に、MTVにて解禁された。MTVは、放映の都度、次にいつ放映するかを告知し、普段の10倍の視聴者数を記録した。ショウタイムは、翌年2月に本ビデオを6回放映した。数か月のうちに、ビデオカセットは100万本を売り上げ、当時のビデオ作品の売り上げ記録を塗り替えた。映画館での上映実績を条件とするアカデミー賞にエントリー可能とするため、ランディスはロサンゼルスの映画館で『ファンタジア』（1940年）の前振りとして、本ビデオを上映するよう手配したが、結局ノミネートは逃した。
本ビデオにより、アルバム『スリラー』の売り上げは劇的に飛躍し、ビデオ解禁から1週間で100万枚の売上を記録した。アルバムの売り上げは倍加し、史上最も売れたアルバムとなった。ランディスによると、この反響は「皆にとって驚きだったが、マイケルだけは別だった」と語り、この成功により、ジャクソンは大衆文化において、世界レベルで圧倒的な影響力を持つようになり「キング・オブ・ポップ」としての地位を確固たるものにした。
1984年のMTVビデオ・ミュージック・アワードにおいて、本ビデオは、視聴者投票部門、総合パフォーマンス部門、振付部門を受賞し、コンセプトビデオ部門、男性ビデオ部門、ビデオ・オブ・ザ・イヤーにノミネートされた。
1984年、テレビ暴力表現全国連合（National Coalition on Television Violence、NCTV）は、MTVの200本のビデオを検閲し、その半分以上を過度に暴力的だとし、本ビデオもそれに含まれた。NCTV議長の Thomas Radeckiは「『スリラー』を観た若い視聴者が『へぇー、マイケル・ジャクソンがガールフレンドを怖がらせていいなら、俺もやって良いよなぁ？』と言いかねないことは想像に難くない」と述べた。

## 影響

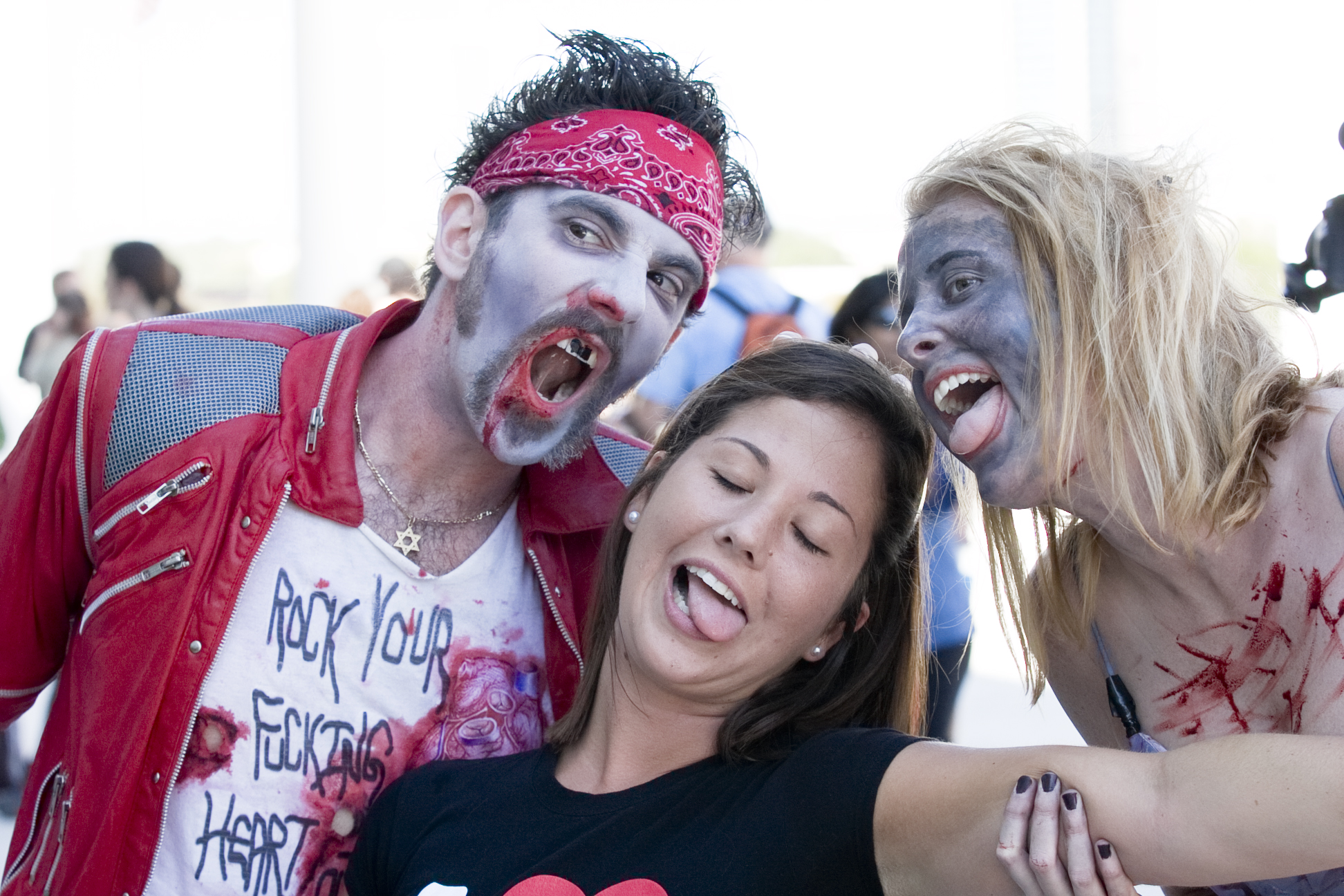
2008年にテキサス州オースティンで開かれたイベント「スリル・ザ・ワールド」の参加者たち

本ビデオは、大きな文化的影響力としてのMTVの地位を確かなものとし、黒人アーティストらの前に立ちはだかっていた人種障壁の解体を助け、ミュージックビデオの制作に大変革をもたらし、メイキングドキュメンタリーを一般的なものとし、VHSテープのレンタルとセールスを活性化した。
ミュージックビデオ監督のブライアン・グラーントは、ミュージックビデオ制作が「真っ当な産業」になった転換点として「スリラー」の功績を認めた。MTVの幹部であったニーナ・ブラクウドは「（『スリラー』以降）私たちは、より洗練されたビデオを目にするようになりました。よりストーリー展開があって、より凝った振り付けの作品をです。初期のミュージックビデオを観てごらんなさい、それはもう呆れるほどひどいものでした」と述べた。
ABCニュースのヴィニ・マリーノウは「このミュージックビデオが『史上最も偉大なビデオ』に選ばれたのは『言うまでもないこと』であり、ほぼ全ての人々から最も偉大なビデオと見做され続けるのだ」と述べた。
MTVのギル・コーフマンは「このミュージックビデオは『象徴的』なものであり、ジャクソンの『最も永く残るであろう遺産』のひとつ」と表現した。コーフマンはさらに、本ビデオはミュージックビデオに大変革をもたらした短編映画であり、史上最も野心的で創造的なポップスターの一人というジャクソンの地位を確かなものにしたと述べた。
本ビデオは、1995年にMTVから、2001年には、ケーブルテレビ局・VH1とタイム誌から「最も偉大なビデオ」に選ばれた。2010年には、MySpaceが実施した1,000人以上のユーザによる人気投票において、本ビデオは、最も影響力のあるミュージックビデオに選ばれた。
2009年には、本ビデオがアメリカ議会図書館によってアメリカ国立フィルム登録簿に登録された初のミュージックビデオとなった。アメリカ議会図書館は、本ビデオを「史上最も有名なミュージックビデオ」と説明した。国立フィルム保存委員会のコーディネーターであるスティーヴ・レギットによると、本ビデオは何年にもわたって登録を検討されてはいたが、主としてその年のジャクソンの死により、選ばれるに至ったという。
ジャクソンの赤い革ジャン（スリラー・ジャケット）は、象徴的なファッションアイテムとなり、広く模倣されている。2011年には、ジャクソンが劇中で着用した2着のうち、1着がオークションに出され、180万ドルで落札された。本ビデオは、ハロウィンと強く結びつけられるようになって来ている。2016年、オバマ大統領夫妻はホワイトハウスでのハロウィンパーティにおいて、学童たちと共に「スリラー」に合わせてダンスを踊った。
ハリウッドのとある制作会社は「ビリー・ジーン」を短編映画化する企画を立てたが、完成には至っていない。2009年には、ジャクソンは、ミュージックビデオを基にしたブロードウェイ・ミュージカル上演のため、本ビデオの権利をネダーランダー・オーガニゼーションへ売った。
本ビデオは、YouTube上で人気作品であり続けており、ダンスを再現した一般ユーザによる動画も見ることができる。そのダンスは、世界中の様々な主要都市で演じられており、その最大のものはメキシコシティにて12,937人が参加したものである。1,500人以上の囚人がダンスに参加した動画は、2010年時点で1,400万回の再生回数を記録した。
2017年の第74回ヴェネツィア国際映画祭において、本ビデオの新たに復元された3Dバージョンが、世界で初めて公開され、新たにリマスターされたメイキング映画『Making Michael Jackson's Thriller』も同時上映された。3Dバージョンは、トロント国際映画祭でも上映され、次いで米国では、グローマンズ・チャイニーズ・シアターで封切られた。
その後も2018年に、北米での『ルイスと不思議の時計』の公開初週に本編前の併映作品として上映するという限定的な事情から、IMAX 3Dでさらにリマスターされた。オリジナルのネガフィルムからの復元は、ジョン・ランディスが監督した。新しいバージョンには新たにリミックスされたオーディオと、ジャンプスケアのエンディングも加わっている。
2022年11月18日には、同日リリースされた『スリラー』40周年記念エクスパンデッド・エディションのリリースを記念し、本ビデオと「今夜はビート・イット」ミュージックビデオの4Kリマスター版が公開された。ジャクソンのミュージックビデオが4Kリマスターされるのは初となった。

## 訴訟
ジャクソンは、本ビデオのロイヤルティーを巡る諍いから、ランディスに訴えられた。ランディスは、4年分のロイヤルティーの受け取りを主張した。
オーラ・レイも、ロイヤルティーの受け取りが難しいことに不満を漏らした。まず、レイはジャクソンを非難したが、1997年に彼へ謝罪した。しかし、レイは2009年5月6日にジャクソンを訴え、それから2か月足らずの6月25日にジャクソンは他界した。最終的にジャクソン・ファミリー・トラストが支払いを済ませた。

## 受賞

### グラミー賞
| 年     | 部門             | 結果 | 備考                              |
| ------ | ---------------- | ---- | --------------------------------- |
| 1985年 | Best Video Album | 受賞 | Making Michael Jackson's Thriller |

### MTV Video Music Award
| 年     | 部門                                      | 結果 |
| ------ | ----------------------------------------- | ---- |
| 1984年 | Best Overall Performance in a Video       | 受賞 |
| 1984年 | Best Choreography（マイケル・ピータース） | 受賞 |
| 1984年 | Viewer's Choice                           | 受賞 |
| 1999年 | 100 Greatest Music Videos of All Time     | 受賞 |